# Musica... fantasia/Venezia notturna
Musica... fantasia/Venezia notturna è un 7" dei Rondò Veneziano pubblicato dalla BMG Ariola in Germania il 1990 e tratto dall'album Musica... fantasia.

## Tracce
1. Musica... fantasia (Gian Piero Reverberi e Laura Giordano) - 2:50
2. Venezia notturna (Gian Piero Reverberi e Laura Giordano) - 3:51